# آسی از الماس
آسی از الماس (ژاپنی: ダイヤのA هپبورن: Daiya no Ēsu) مجموعه مانگایی ژاپنی با موضوع ورزش بیسبال است که توسط یوجی تِراجیما نوشته و تصویرسازی شده است. این مجموعه از مه ۲۰۰۶ تا ژانویه ۲۰۱۵ در مجله شونن مانگای ویکلی شونن مگزین از انتشارات کودانشا به صورت سریالی به چاپ می‌رسید، و فصل‌های آن در ۴۷ جلد تانکوبون جمع‌آوری شد. دنباله آن تحت عنوان آسی از الماس ۲ از اوت ۲۰۱۵ تا اکتبر ۲۰۲۲ در همان مجله به صورت سریالی منتشر شد، و کودانشا فصل‌های آن را در ۳۴ جلد تانکوبون جمع‌آوری کرد که از ۱۷ نوامبر ۲۰۱۵، تا ۱۷ مه ۲۰۲۳ عرضه شد.
یک مجموعه تلویزیونی انیمه با همکاری استودیوهای مدهاوس و پروداکشن آی. جی دستمایه اقتباس قرار گرفت که از اکتبر ۲۰۱۳ تا مارس ۲۰۱۶ پخش شد. فصل دوم مجموعه انیمه تحت عنوان آسی از الماس ۲ از آوریل ۲۰۱۹ الی مارس ۲۰۲۰ به نمایش درآمد. تا اوت ۲۰۲۱، این مانگا بیش از ۴۰ میلیون نسخه در تیراژ داشت که آن را به یکی از پرفروش‌ترین مجموعه‌های مانگا تبدیل کرد. در سال ۲۰۰۸، آسی از الماس پنجاه و سومین جایزه مانگای شوگاکوکان را در دسته شونن دریافت کرد. در سال ۲۰۱۰ نیز، این مجموعه سی و چهارمین جایزه مانگای کودانشا را برای بهترین مانگای دسته شونن دریافت کرد.